# Randy Costa
Randy Robert Costa (Taunton, Massachusetts; 6 de julio de 1994) es un artista marcial mixto estadounidense que compite en la división de peso gallo de Ultimate Fighting Championship.

## Primeros años
Empezó a boxear en sexto grado y luego se introdujo en el kickboxing en octavo grado. Más tarde luchó en el instituto de Taunton como estudiante de tercer año en la categoría de peso de 160 libras. Añadiendo el elemento del jiu-jitsu, comenzó a entrenar seriamente para una carrera de MMA durante el verano entre sus años junior y senior en Taunton High. Fue un excelente estudiante-atleta en Taunton High. Jugó al fútbol como estudiante de primer, segundo y tercer año. Fue seleccionado como el Jugador Defensivo de "El Juego" después de la victoria de los Tigres por 35-7 en el Día de Acción de Gracias sobre Coyle-Cassidy en 2010 en el Estadio Aleixo.

## Carrera en las artes marciales mixtas

### Inicios
Comenzando su carrera profesional en 2018, luchó solo para la organización Cage Titans, compilando un récord perfecto de 4-0 con todas las victorias por medio de una parada en la primera ronda.

### Ultimate Fighting Championship
Debutó en la UFC contra Brandon Davis el 13 de abril de 2019 en UFC 236. Perdió el combate por sumisión en el segundo asalto.
Se enfrentó a Boston Salmon el 18 de octubre de 2019 en UFC on ESPN: Reyes vs. Weidman. Ganó el combate por TKO en el primer asalto.
Se enfrentó a Journey Newson el 19 de septiembre de 2020 en UFC Fight Night: Covington vs. Woodley. Ganó el combate por KO en el primer asalto. Esta victoria le valió el premio a la Actuación de la Noche.
Como primer combate de su nuevo contrato de cuatro combates, se esperaba que se enfrentara a Trevin Jones el 6 de marzo de 2021 en UFC 259. Sin embargo, se retiró del combate a mediados de febrero alegando una lesión y fue sustituido por Mario Bautista.
Se enfrentó a Adrian Yanez en UFC on ESPN: Sandhagen vs. Dillashaw el 24 de julio de 2021. Perdió el combate por TKO en el segundo.
Se enfrentó a Tony Kelley el 11 de diciembre de 2021 en el UFC 269. Perdió el combate por TKO en el segundo asalto.
Se enfrentó a Guido Cannetti el 1 de octubre de 2022 en UFC Fight Night: Dern vs. Yan. Perdió el combate por sumisión en el primer asalto.

## Vida personal
Se graduó de Taunton High en la primavera de 2012 y luego se dirigió a Massasoit Community College en Brockton. Se transfirió a la Universidad Estatal de Bridgewater, donde se especializó en ciencias políticas.
Su antiguo amigo y compañero de entrenamiento, Devin Carrier, murió en un accidente de coche en 2016 cuando Carrier tenía 21 años. Ahora, se está asegurando de que el nombre del luchador de MMA caído nunca se olvide, llevando una foto de su amigo a los pesajes asegurándose de que está junto a él.
c

## Campeonatos y logros

### Artes marciales mixtas
- Ultimate Fighting Championship
  - Actuación de la Noche (una vez) vs. Journey Newson[11]

## Récord en artes marciales mixtas
| Récord profesional | Récord profesional | Récord profesional |
| 12 peleas          | 8 victorias        | 4 derrotas         |
| ------------------ | ------------------ | ------------------ |
| Nocaut             | 8                  | 2                  |
| Sumisión           | 0                  | 2                  |

| Resultado | Récord | Oponente        | Método                                 | Evento                                 | Fecha                    | Ronda | Tiempo | Localización            | Notas                   |
| --------- | ------ | --------------- | -------------------------------------- | -------------------------------------- | ------------------------ | ----- | ------ | ----------------------- | ----------------------- |
| Derrota   | 6-4    | Guido Cannetti  | Sumisión (estrangulamiento por detrás) | UFC Fight Night: Dern vs. Yan          | 1 de octubre de 2022     | 1     | 1:04   | Las Vegas, Nevada       |                         |
| Derrota   | 6-3    | Tony Kelley     | TKO (codazos)                          | UFC 269                                | 11 de diciembre de 2021  | 2     | 4:15   | Las Vegas, Nevada       |                         |
| Derrota   | 6-2    | Adrian Yanez    | TKO (puñetazos)                        | UFC on ESPN: Sandhagen vs. Dillashaw   | 24 de julio de 2021      | 2     | 2:11   | Las Vegas, Nevada       |                         |
| Victoria  | 6-1    | Journey Newson  | KO (patada en la cabeza)               | UFC Fight Night: Covington vs. Woodley | 19 de septiembre de 2020 | 1     | 0:41   | Las Vegas, Nevada       | Actuación de la Noche.  |
| Victoria  | 5-1    | Boston Salmon   | TKO (puñetazos)                        | UFC on ESPN: Reyes vs. Weidman         | 18 de octubre de 2019    | 1     | 2:15   | Boston, Massachusetts   |                         |
| Derrota   | 4-1    | Brandon Davis   | Sumisión (estrangulamiento por detrás) | UFC 236                                | 13 de abril de 2019      | 2     | 1:12   | Atlanta, Georgia        |                         |
| Victoria  | 4-0    | Rob Fuller      | TKO (puñetazos)                        | Cage Titans 42                         | 26 de enero de 2019      | 1     | 0:42   | Plymouth, Massachusetts | Combate de peso pluma.  |
| Victoria  | 3-0    | Chris Thorne    | KO (puñetazos al cuerpo)               | Cage Titans 41                         | 3 de noviembre de 2018   | 1     | 1:11   | Plymouth, Massachusetts |                         |
| Victoria  | 2-0    | Kenny Lewis     | KO (patada en la cabeza)               | Cage Titans 40                         | 18 de agosto de 2018     | 1     | 0:11   | Plymouth, Massachusetts | Debut en el peso gallo. |
| Victoria  | 1-0    | Stacey Anderson | TKO                                    | Cage Titans 39                         | 30 de junio de 2018      | 1     | 0:46   | Kingston, Massachusetts | Debut en el peso pluma. |